# Klayton Thorn
Klayton Thorn (Australia, 6 de junio de 2003) es un jugador profesional australiano de rugby que se desempeña en la posición de medio scrum en Brumbies, equipo perteneciente a la liga Súper Rugby.

## Carrera
En 2021, Thorn se unió al equipo Randwick DRUFC (2021-2022), después pasó a Brumbies, donde lleva jugando dos temporadas. También fue parte de la Selección juvenil de rugby de Australia.